# Stefanie Martini
Stefanie Martini (Bristol, 6 ottobre 1990) è un'attrice britannica.

## Biografia
Stefanie Martini cresce nel North Somerset, dove ha frequentato la Churchill Academy and Sixth Form dal 2002 al 2009. Dopo essersi diplomata, Martini ha partecipato al progetto teatrale di un anno Made in Bristol al Bristol Old Vic Theatre. A partire dal 2012 ha studiato spettacolo alla Royal Academy of Dramatic Art, ottenendo il baccalaureato nel 2015. Ha una sorella di nome Heidi.

## Filmografia

### Cinema
- Mistero a Crooked House (Crooked House), regia di Gilles Paquet-Brenner (2017)[6]
- Hurricane, regia di David Blair (2018)
- Make Up, regia di Claire Oakley (2018)
- Tracks, regia di Rosie Day (2019) - cortometraggio[7]
- LOLA, regia di Andrew Legge (2022)

### Televisione
- Il giovane ispettore Morse (Endeavour) – serie TV, episodio 3x03 (2016)
- Doctor Thorne – miniserie TV (2016)
- Emerald City – miniserie TV (2017)
- Prime Suspect 1973 – miniserie TV (2017)
- The Last Kingdom – serie TV, 22 episodi (2020-2022)[8]

### Reality
- Artist of the Year - puntata 4x04 (2018)[9]

## Riconoscimenti
- International Achievement Recognition Awards
  - 2018 – Candidatura alla miglior giovane attrice per Prime Suspect 1973[10]

## Doppiatrici italiane
- Isabella Benassi in Il giovane ispettore Morse
- Domitilla D'Amico in Mistero a Crooked House